# پارسیان و من: راز کوه پرنده
پارسیان و من: راز کوه پرنده، جلد دوم از نخستین سه‌گانه آرمان آرین با نام پارسیان و من است.

## خلاصه کتاب
پارسیان و من راز کوه پرنده جلد دوم از سه‌گانه پارسیان و من نوشته آرمان آرین است.
در این جلد سیاوش، دومین نوجوان امروزی است که پای در سفر و حرکت در زمان می‌نهد. او مسافر عرصهٔ حماسه‌ها با همراهی مرغ دانای پارسیان سیمرغ است. مقرر است که سیاوش همراه با رستم دستان هفت خوان را طی کند، مقرر است که در نبردهای پهلوانان و رنج‌ها و شادی‌هایشان شریک باشد، و مقرر است که تا واپسین لحظه‌ها، بزرگ‌ترین پهلوان تاریخ را تنها نگذارد. این گونه است که سیاوش نیز راهی تدارک خویش برای رستاخیزی می‌شود که دیگر چیزی تا فرا رسیدنش نمانده‌است.

## جایزه
- برنده جایزه بیست و سومین دوره کتاب سال جمهوری اسلامی ایران ۱۳۸۴
- برنده لوح تقدیر از جشنواره مهرگان ادب (پکا) ۱۳۸۴
- برنده جایزه پنجمین دوره کتاب سال شهید غنی‌پور ۱۳۸۴
- برنده جشنواره شورای کتاب کودک ۱۳۸۵
- برنده لوح تقدیر از جشنواره مهرگان ادب ۱۳۸۵
- دریافت لوح تقدیر از IBBY دانمارک